# Komórka Kerra
Komórka Kerra – przezroczyste naczynie wypełnione cieczą, w którym znajdują się dwie elektrody. Podłączenie napięcia pod elektrody (tym samym powstanie pola elektrycznego) powoduje wywoływane w ośrodku zjawiska dwójłomności – zachodzi tzw. zjawisko Kerra.
Komórka Kerra jest częścią modulatorów światła.